# كوللوبيتيا
كوللوبيتيا (بالإنجليزية: Kollupitiya)‏ حي رئيسي من أحياء مدينة كولومبو في سريلانكا. يعد الحي منطقة تجارية ناجحة تحتوي على العديد من مراكز التسوق العصرية الراقية. بالإضافة لوجود بعض سفارات الدول الأجنبية ومنزل رئيس وزراء سريلانكا في الحي.[بحاجة لمصدر]

## السكان والاقتصاد
تعد كوللوبيتيا منطقة متعددة الأديان والأعراق. تشمل الديانات الإسلام والمسيحية والهندوسية والبوذية. تعد السنهالية الطائفة العرقية الرئيسية بالإضافة إلى التاميلية والمورو والبورغر.
في السنوات الأخيرة، أدى تدفق المغتربين الصينيين إلى كولومبو إلى زيادة المتاجر والشركات الصينية في المنطقة؛ لافتتاحهم العديد من المتاجر وغيرها من الشركات التي تلبي احتياجات المغتربين الصينيين. تأثر بعض سكان سريلانكا في كولوبيتيا أيضًا بتدفق الصينيين من خلال التسوق وحتى التقاط جوانب من لغة الماندرين الصينية.

## التعليم
توجد العديد من المدارس الحكومية والخاصة في كولوبيتيا. منها:
- كلية الأساقفة، كولومبو.[3]
- كلية ماهاناما.[4]
- كلية الميثودية، كولومبو.[5]
- مدرسة إس توماس الإعدادية.[6]

## مؤسسات كوللوبيتيا

### البعثات الدبلوماسية
- سفارة ألمانيا
- سفارة الولايات المتحدة الأمريكية والمركز الأمريكي
- القنصلية الفخرية لفنلندا
- القنصلية الفخرية لمالطا
- القنصلية الفخرية للبوسنة والهرسك
- القنصلية الفخرية لبوتسوانا
- القنصلية الفخرية لشيلي
- القنصلية الفخرية لبلجيكا
- المفوضية العليا لجمهورية الهند
- المفوضية العليا لماليزيا

### المكاتب الحكومية
- أشجار المعبد، مقر الإقامة الرئاسية.
- مقر السياحة في سريلانكا.
- هيئة الطيران المدني في سريلانكا
- دائرة التنمية الاقتصادية.